# Parque nacional del Perímetro de la Base Naval de Olongapo
El Parque nacional del Perímetro de la Base Naval de Olongapo (en ilocano Nailian a Parke ti Arrubayan ti Olongapo Naval Base; en inglés: Olongapo Naval Base Perimeter National Park) Es el nombre que recibe un espacio natural protegido en el noroeste del país asiático de Filipinas. Fue establecido por el gobierno filipino en el año 1968 para proteger los terrenos de una antigua instalación militar.

## Descripción
Posee una superficie estimada en 9 hectáreas o lo que es lo mismo 0,09 kilómetros cuadrados. Administrativamente hace parte de la provincia de Zambales en la Región de Luzón Central, al noroeste de Filipinas y a su vez al oeste de la Isla de Luzón una de las más grandes de ese nación del sudoeste asiático.
Su administración a está a cargo del Departamento de Medio Ambiente y Recursos Naturales de Filipinas, concretamente de la Oficina Regional de San Fernando, Pampanga. Esta clasificado como Categoría V por la Unión Internacional para la Conservación de la Naturaleza.